# Angelina Radivilova
Angelina Radivilova (née Kysla le 15 février 1991 à Kiev) est une gymnaste artistique ukrainienne.

## Carrière
Angelina Kysla est médaillée d'argent par équipes et médaillée de bronze aux barres asymétriques lors de l'Universiade d'été de 2011 à Shenzhen. 
Elle participe aux Jeux olympiques d'été de 2016 à Rio de Janeiro.
Elle est médaillée d'or au concours par équipes aux Championnats d'Europe de gymnastique artistique féminine 2020 à Mersin.

## Vie privée
En 2016, elle épouse le gymnaste Igor Radivilov.